# Conchata Ferrell
Pour les articles homonymes, voir Ferrell.
Conchata Galen Ferrell est une actrice américaine née le 1er mars 1943 à Charleston (Virginie-Occidentale) et morte le 12 octobre 2020 à Sherman Oaks (Californie). 
Elle a tenu entre 2003 et 2015 un rôle récurrent dans la série télévisée Mon oncle Charlie : celui de Berta, la femme de ménage.

## Biographie
Conchata Ferrell est née à Charleston en Virginie-Occidentale. Elle est la fille de Mescal Loraine (née George) et Martin Luther Ferrell. Elle a étudié à l'université de Virginie-Occidentale, et elle est diplômée de l'université Marshall en études sociales en matière d'éducation. 
Elle est mariée à Arnie Anderson et a une fille, Samantha.

## Filmographie

### Cinéma
- 1976 : Deadly Hero : Slugger Ann
- 1976 : Main basse sur la TV (Network) : Barbara Schlesinger
- 1979 : Heartland : Elinore Randall Stewart
- 1986 : Where the River Runs Black : mère Marta
- 1988 : Portrait of a White Marriage
- 1988 : Et si on le gardait? (For Keeps?) : Mrs. Bobrucz
- 1988 : Mystic Pizza : Leona
- 1990 : Edward aux mains d'argent (Edward Scissorhands) : Helen
- 1993 : Samurai Cowboy : Bobbi Bob Pickette
- 1993 : Entre ciel et terre (Heaven & Earth) : Bernice
- 1993 : Family Prayers : Mrs. Romeyo
- 1993 : True Romance : Mary Louise Ravencroft
- 1994 : A Worn Path : une infirmière
- 1996 : Freeway : Mrs. Sheets
- 1996 : Président ? Vous avez dit président ? (My Fellow Americans) : la routière obèse
- 1997 : Touch de Paul Schrader : Virginia Worrel
- 2000 : Crime + Punishment (Crime and Punishment in Suburbia) : Bella
- 2000 : Erin Brockovich, seule contre tous (Erin Brockovich) : Brenda
- 2001 : K-PAX : L'Homme qui vient de loin (K-Pax) : Betty McAllister
- 2002 : Les Aventures de Mister Deeds (Mr. Deeds) : Jan
- 2004 : Surviving Eden : Rosemary Flotchky
- 2012 : Frankenweenie : la mère de Bob (voix)
- 2015 : Krampus de Michael Dougherty : tante Dorothy

### Télévision
- 1975 : Hot L Baltimore : Leona
- 1977 : Mixed Nuts : l'infirmière Cassidy
- 1977 : The Girl Called Hatter Fox : l'infirmière Rinehart
- 1978 : L'Affaire Peter Reilly (A Death in Canaan) : Rita Parsons
- 1978 : Who'll Save Our Children? : Dodie Hart
- 1979 : Before and After : Marge
- 1980 : The Seduction of Miss Leona : Hazel Dawson
- 1980 : Les Retrouvailles (Reunion) : Toni Owens
- 1980 : Vol et mariage, un cas de conscience (Rape and Marriage: The Rideout Case) : Helen
- 1981 : The Great Gilly Hopkins : Mamie Trotter
- 1981 : La Loi selon McClain (McClain's Law) : Vangie Cruise (1 épisode)
- 1982 : Life of the Party: The Story of Beatrice : captain Burnsite
- 1983 : This Is the Life
- 1983 : Miss Lonelyhearts : Faye Doyle
- 1983 : Emergency Room : l'infirmière Sylvia Kaye
- 1984 : Nadia : Mili Simonescu
- 1984 : The Three Wishes of Billy Grier : Dr Gardner
- 1984 : E/R: Nurse Joan Thor (1984-1985)
- 1985 : North Beach and Rawhide : Doc Norman
- 1986 : Samaritan: The Mitch Snyder Story : Ida Sinclair
- 1986 : Picnic : Helen Potts
- 1987 : Au nom de l'amour (Eye on the Sparrow) : Mary
- 1988 : Runaway Ralph : tante Jill
- 1988 : Goodbye, Miss 4th of July
- 1989 : Arabesque : Harriet Lundgren
- 1989 : Your Mother Wears Combat Boots : soldate Mononaghee
- 1989 : A Peaceable, Kingdom : Kate Galindo
- 1990 : Opposites Attract : Flo
- 1991 : Jusqu'à ce que le crime nous sépare (Deadly Intentions... Again?) : Joan
- 1991 : Réclusion à mort (Chains of Gold) : Martha Burke
- 1991 : Les Mamas en délire (Backfield in Motion) : Ann Bedowski
- 1995 : The Buccaneers : Mrs. Elmsworth
- 1996 : Rêves en eaux troubles (Sweet Dreams) : Dr Kate Lowe
- 1996 : Townies : Marge
- 1997 : Teen Angel : Pam
- 1998 : Modern Vampires : Wanda, la mère de Nico
- 1999 : Buffy contre les vampires : l'infirmière du lycée dans l'épisode Les Hommes-Poissons
- 1999 : Friends : la juge des affaires conjugales (saison 6, épisode 5, "The One with Joey's Porsche" = "Celui qui a une belle bagnole")
- 2001 : Stranger Inside : Mama Cass
- 2001 : Amy et Isabelle (Amy & Isabelle) : Bev
- 2002 : Sabrina, l'apprentie sorcière (série télévisée) : Saison 6 - Chauffeur de bus
- 2003-2015: Mon oncle Charlie (Two and a Half Men) : Berta, la femme de ménage
- 2004 : Surviving Eden : Rosemary Flotchky
- 2017 : The Ranch (3 épisodes) : Shirley
- 2018 : La Gourmandise de Noël : Clara

## Voix françaises
- Élisabeth Margoni dans :
  - Erin Brockovich, seule contre tous
  - Mon oncle Charlie (série télévisée)[2]
- Béatrice Michel[3] dans :
  - The Ranch (série télévisée)
  - La gourmandise de Noël (téléfilm)
- Monique Thierry dans Mystic Pizza
- Denise Metmer dans Friends (série télévisée)
- Marion Game dans Urgences (série télévisée)
- Sylvie Genty dans Les Aventures de Mister Deeds[4]